# کتابخانه آستان مقدس شاهچراغ
کتابخانهٔ آستان مقدس شاهچراغ (کتابخانهٔ آستان مقدس احمدی و محمدی)، همزمان با بنای حرم شاهچراغ در قرن هشتم قمری ساخته شده‌است و یکی از غنی‌ترین کتابخانه‌های عمومی در ایران به‌شمار می‌آید. علیرضا بیابان‌نورد مسئول کنونی این کتابخانه و نیز رئیس مرکز پژوهش‌های اسلامی آستان مقدس احمدی و محمدی است. پیش از وی کریم محمودحقیقی ریاست کتابخانهٔ آستان مقدس را برعهده داشته‌است.
این کتابخانه در سال ۷۴۴ قمری بنا شده و رسماً در ۱۳۴۳ خورشیدی افتتاح گردید. کتابخانه آستان مقدس احمدی دارای حدود ۷۰هزار نسخه کتاب چاپی فارسی، ۳هزار جلد کتاب خطی، ۳هزار نسخه کتاب چاپ سنگی به زبان عربی و فارسی، ۲۰۰ عنوان نشریه، ۵هزار عنوان کتاب مرجع، ۵۰ عنوان کتاب و نشریه به خط بریل برای نابینایان و ۷هزار عنوان کتاب کودک است (آمار سال ۱۳۹۲).